# ВЕС Ліста
ВЕС Ліста (норв. Lista vindpark) — норвезька наземна вітроелектростанція, споруджена в окрузі Вест-Агдер у регіоні Серланн. Знаходиться у південній Норвегії неподалік узбережжя Північного моря, між Ставангером та Крістіансанном.
Майданчик для розміщення турбін обрали на півночі півстрова Ліста, в районі з висотами від 100 до 30 метрів над рівнем моря. Введення генераторів у  експлуатацію почалось в 2012-му та завершилось наступного року. Всього ВЕС складається з 31 вітрової турбіни Siemens SWT 2.3-93 одиничною потужністю 2,3 МВт. Діаметр ротора турбін 93 метри, висота башти 80 метрів.
Електроенергія видається через ЛЕП напругою 110 кВ, що проходить через місце розташування електростанції.